# Skavbergets naturreservat
Skavbergets naturreservat är ett naturreservat i Ragunda kommun i Jämtlands län.
Området är naturskyddat sedan 2023 och är 52 hektar stort. Reservatet ligger nordväst om Korsåmon och beläget på sydöstra delen av Skavberget och består av Skavån och grandominerad naturskog.